# روسوليني
روسوليني (بالإيطالية: Rosolini)‏ هي بلدية في مقاطعة سرقوسة في صقلية الإيطالية.

## السكان
في سنة 1861 بلغ عدد السكان 5٬936 نسمة، وتطور العدد ليصل في سنة 2011 لـ 21٬526 نسمة.
يظهر هذا المخطط البياني تطور النمو السكاني لـ روسوليني

## توأمة
لروسوليني اتفاقيات توأمة مع:
- سانتا في [4]

## أعلام
- فرانك لينتيني